# Paula Abdul
Paula Julie Abdul (San Fernando, California, 19 de junio de 1962) es una cantante, actriz y coreógrafa de la industria del espectáculo estadounidense. A finales de los años 1980 y comienzos de los años 1990 desarrolló una breve pero exitosa carrera como cantante de pop, vendiendo alrededor de 30 millones de discos y cosechando una serie de éxitos entre los que se cuentan "Straight Up", "Opposites Attract" y "Rush Rush", cuyos vídeos disfrutaron además de enorme popularidad en todo el mundo. Conformó el jurado fundador del cotizado programa de talentos American Idol.

## Carrera

### Inicios como coreógrafa

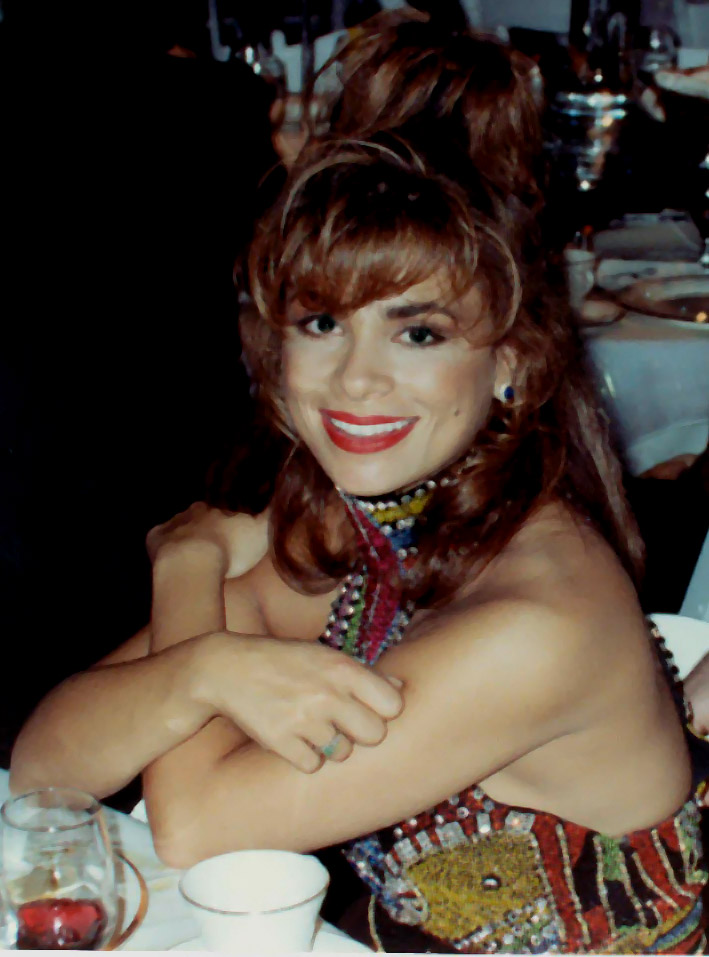
Paula Abdul en 1990.

Comenzó bailando entre las animadoras de Los Angeles Lakers, para pasar luego a hacerse un nombre en el mundo de la coreografía y encargarse de los bailes de los Jackson o Mick Jagger. Llegó así a trabajar con Janet Jackson en sus primeros y celebrados videoclips, lo que le llevaría a conseguir su ansiado contrato discográfico como cantante.

### 20 millones de discos vendidos

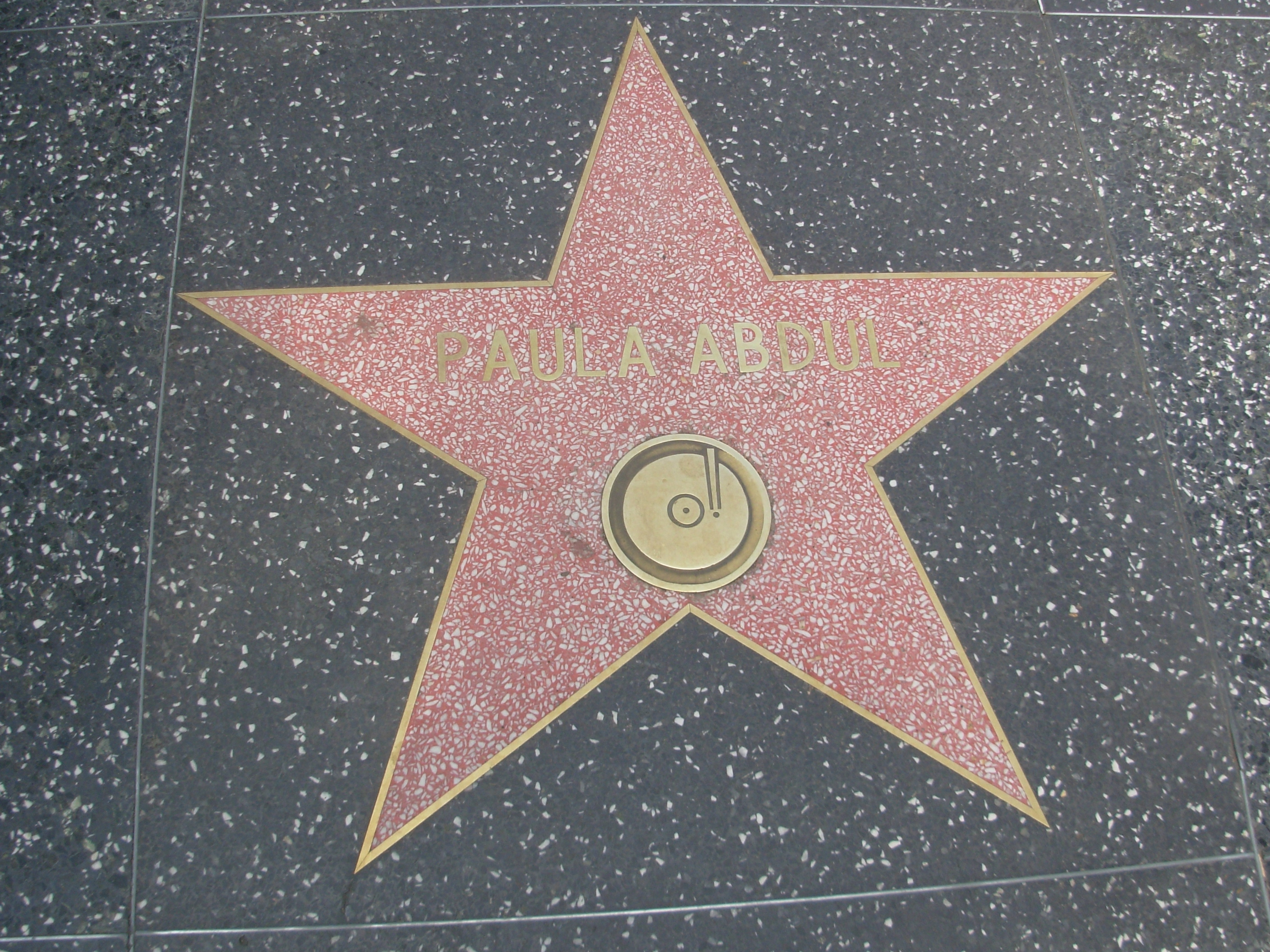
Su estrella en el Paseo de la Fama de Hollywood.

Sus dos primeros sencillos, "Knocked Out" y "The Way That You Love Me", apenas tuvieron repercusión, y lo mismo sucedió con su álbum, Forever Your Girl. Todos debutaron en modestas posiciones en Billboard. No fue hasta el tercer sencillo del disco, "Straight Up", que logró un éxito masivo que hizo que el disco subiese hasta el N.º 1 después de sesenta y cuatro semanas de su publicación. Los siguientes singles que se publicaron mantuvieron la buena racha y Paula gozó de otros tres N.º 1 y dos top #5. El álbum acabó vendiendo 20 millones de copias.
Sus videos se volvieron enormemente célebres por el trabajo coreográfico en el que Paula aprovechaba su condición de coreógrafa para innovar. Se rodeó de los mejores directores, como por ejemplo David Fincher, que posteriormente dirigiría a Madonna y se convertiría en uno de los directores de cine más famosos de los noventa. Paula llegó a incluir animación en imágenes reales al bailar con un gato en "Opposites Attract".

### Segundo álbum y problemas personales
Su segundo álbum, Spellbound, fue publicado en 1991 con un estilo más dance que el primero. Debutó en el N.º 1 de Billboard, precedido por su sencillo más exitoso, Rush Rush, una balada que permaneció cinco semanas en el N.º 1 del Billboard Hot 100. Del disco saldría "The Promise of a New Day", que también llegaría al N.º 1 y "Blowing Kisses in the Wind", que llegó al N.º 6, la posición más baja de un sencillo de Paula desde que "Knocked Out", su primer sencillo, no entrara en el Top 40. Los siguientes sencillos, "Vibeology" y "Will You Marry Me?", también quedaron en el Top 20. Spellbound vendió 3 millones de copias en Estados Unidos y 4 millones más en el resto del mundo, además de obtener un premio Grammy y de realizar su primera gira de conciertos Under Me Spell Tour (que se extendió de octubre de 1991 a agosto de 1992 con 97 shows en Norteamérica, Oceanía y Asia), consagrando esta como la época de oro como cantante.
En los años siguientes enfrentó graves problemas personales que la distanciaron de la música: un diagnóstico y tratamiento por bulimia, su matrimonio en 1992 y divorcio en 1994 y una demanda por parte de una cantante que la acusó de usar su voz en algunas canciones. Estos problemas supusieron un paréntesis de cuatro años antes de que Paula publicase su tercer y último álbum, Head Over Heels (1995).

### Reaparición fallida
Head Over Heels de 1995 no consiguió el éxito de sus discos anteriores. Vendió 3 millones de copias y solo el primer sencillo ("My Love is for Real") alcanzó el Top 40, muy lejos del impacto de sus trabajos anteriores. Se atribuye esto a que la discográfica habría invertido poco en promocionarla (por considerarla muerta artísticamente), a que el mercado había sido copado por el grunge y el rock de bandas como Nirvana y al auge de otras estrellas pop como Mariah Carey y Janet Jackson.
Head Over Heels fue el último disco de Paula Abdul. En los años sucesivos logró mantenerse vigente debido a sus divorcios y a sus apariciones en series de televisión (Spin city, Cybill) o como protagonista de un telefilme donde interpreta a una mujer violada (Touched by evil). Un disco de grandes éxitos se publicó en 2000 (Greatest hits) vendiendo dos millones de copias. Contenía sus singles en orden cronológico y presentaba como única novedad un larguísimo megamix con todos sus éxitos.
En julio de 2008 recibió un premio por su carrera como bailarina y coreógrafa el "Lifetime Achievement Award" de la Tremaine Dance Company.

### American Idol

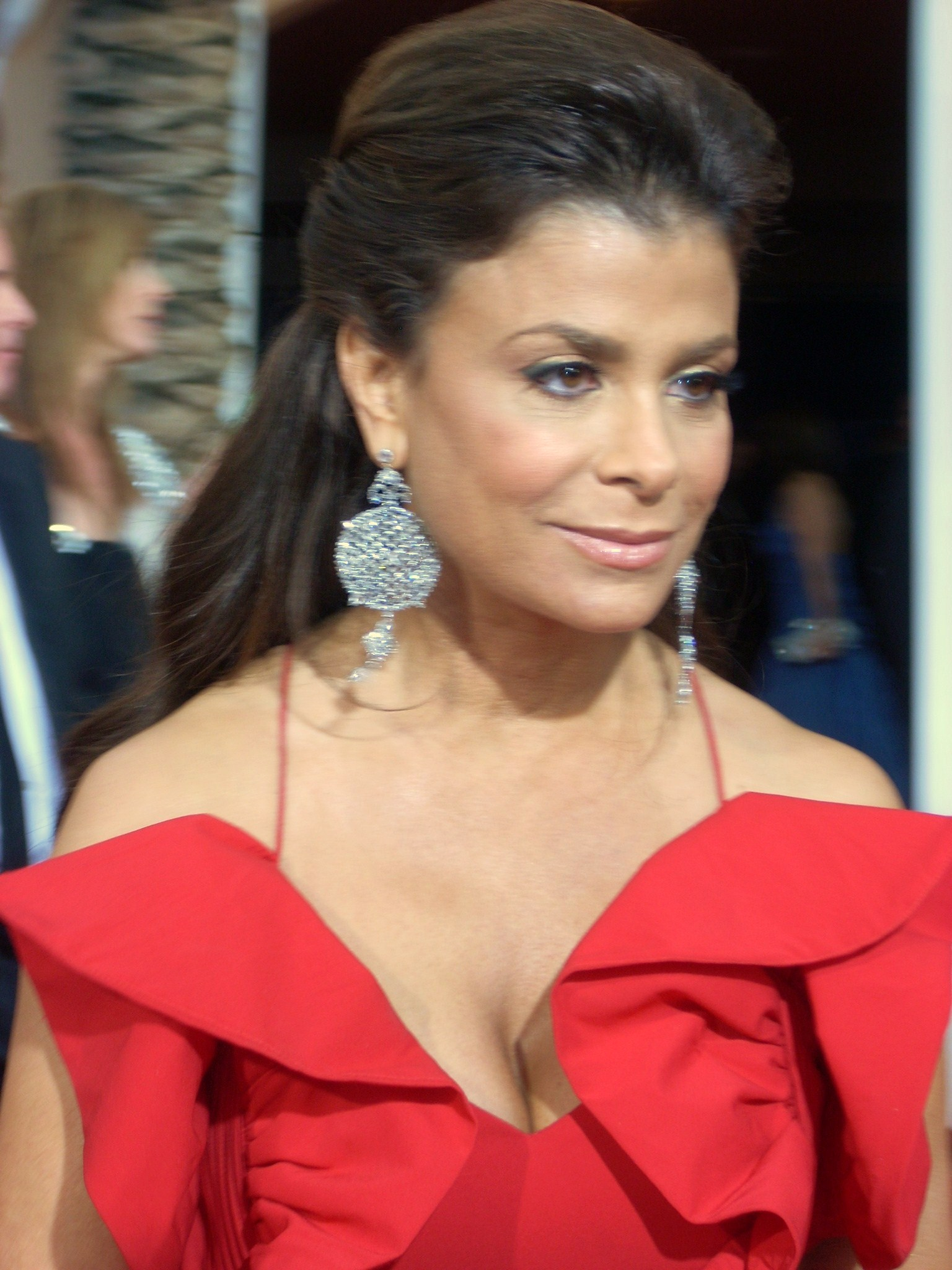
Paula Abdul en 2009.

En el año 2002 Paula Abdul ingresa como jurado en el programa estadounidense de televisión American Idol, permaneciendo hasta el 2009. Aprovechando este impulso, en 2007 lanza un nuevo grandes éxitos (Greatest Hits: Straight Up!) que vendió 1 millón de copias. A partir de entonces lanzó cuatro singles, dos solista y dos como colaboradora. El primero de ellos fue un dueto con Randy Jackson (también jurado de American Idol) titulado "Dance Like There's No Tomorrow" que tuvo un éxito moderado. Sus siguientes lanzamientos no tuvieron mayor repercusión comercial.

### Jurado en The X Factor U.S.-presente
En mayo de 2011 se anunció que Paula Abdul sería juez de la versión estadounidense del Factor X junto a Simon Cowell, L.A. Reid, y Nicole Scherzinger (sustituyendo a la inicialmente prevista Cheryl Cole). En los años siguientes incursionó como jurada invitada en otros programas de televisión, como la edición australiana y norteamericana de So You Think You Can Dance? en 2013 y RuPaul's Drag Race en 2014 y participó de varias series, como Neighbours.
En 2017 realizó su primera gira en 25 años, titulada Total Package Tour, en la cual recorrió los Estados Unidos en 47 fechas junto a New Kids On The Block y Boyz 2 Men. En 2018 realizó una gira de conciertos solista, Straight Up Paula!. La gira, que coincidió con el 30 aniversario de Forever Your Girl, incluyó 27 fechas por Estados Unidos entre octubre y noviembre. Sobre su vuelta a los escenarios, Paula dijo: "Me tomé un largo descanso y había sufrido algunas lesiones en el pasado. Luego volví a la televisión con American Idol, y eso ocupó una buena década de mi vida. Luego hice más televisión otra vez. Quería volver al escenario, lo extrañaba. Quería volver a estar en contacto cercano con las personas que me han apoyado a lo largo de mi carrera y ser capaz de verlos de nuevo. Además, ¡todo el tiempo me preguntaban si volvería a hacerlo! Finalmente dije: "¿saben qué? Quiero, y voy a hacerlo mi prioridad. Estoy muy apasionada con esto y es divertido, quiero conectarme con mis fanes a lo largo del país".

## Filmografía

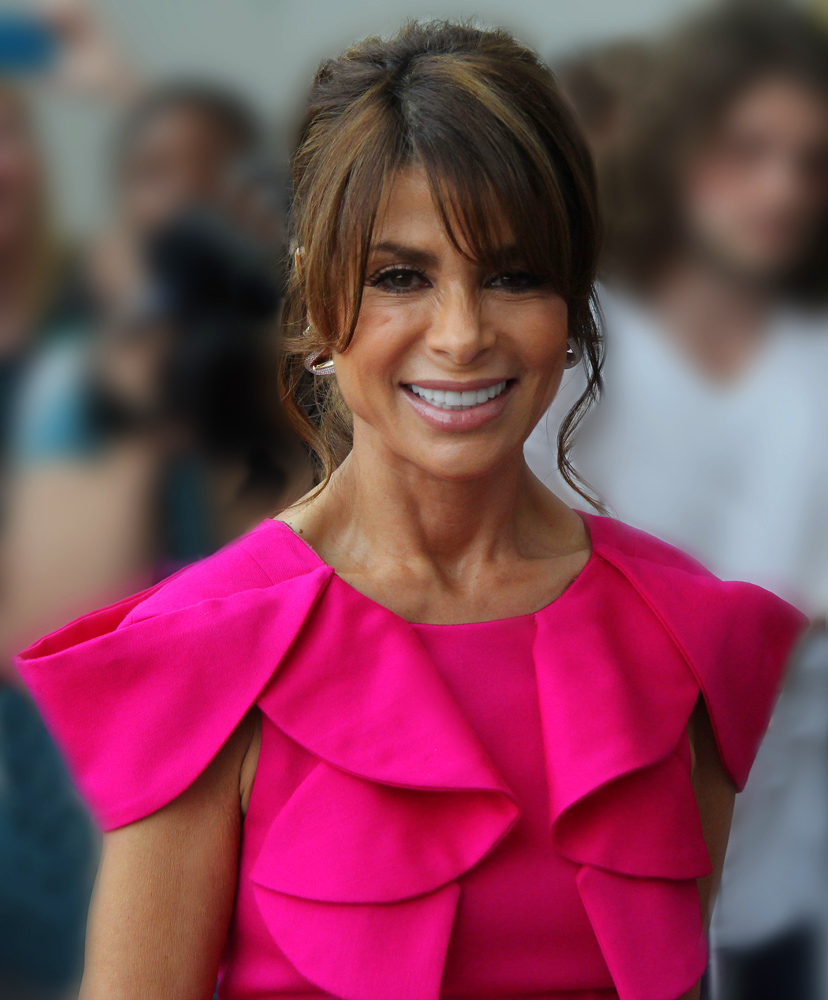
Paula Abdul en 2011.

### Cine y televisión
| Año               | Título                                   | Personaje                      | Notas                                            |
| ----------------- | ---------------------------------------- | ------------------------------ | ------------------------------------------------ |
| 1978              | Junior High School                       | Sherry                         |                                                  |
| 1987              | Can't Buy Me Love                        | Bailarina                      |                                                  |
| 1989              | Opposites Attract                        | Ella misma                     |                                                  |
| 1990              | Skat Strut                               | Ella misma                     |                                                  |
| 1997              | Touched By Evil                          | Ellen Collier                  | Película de televisión                           |
| 1997              | Muppets Tonight                          | Ella misma                     | Episodio: 2.6                                    |
| 1998              | The Waiting Game                         | Amy Fuentes                    | Película de televisión                           |
| 1999              | The Wayans Bros.                         | Sasha                          | Episodio: "Dream Girl"                           |
| 1999              | Sabrina, the Teenage Witch               | Ella misma                     | Episodio: "Aging, Not So Gracefully"             |
| 1999              | Mr. Rock 'n' Roll: The Alan Freed Story  | Denise Walton                  | Película de televisión                           |
| 2002-2009,        | American Idol                            | Ella misma / Jueza             | Regular (T 1-8)                                  |
| 2010, 2013, 2016, |                                          |                                | 3 Apariciones de invitada                        |
| 2021              |                                          | Jueza invitada                 | (T 19)                                           |
| 2004              | That's So Raven                          | Jueza encubierta               | Episodio: "The Road to Audition"                 |
| 2005              | Romy and Michele: In the Beginning       | Ella misma                     | Película de televisión                           |
| 2005              | Less Than Perfect                        | Kathleen                       | Episodio: "Distractions"                         |
| 2005              | Robots                                   | Wristatch                      | Voz. Cameo                                       |
| 2005, 2007        | Family Guy                               | Ella misma                     | 2 Episodios                                      |
| 2006              | The X Factor (UK)                        | Jueza invitada                 | 3 Episodios                                      |
| 2007              | Hey Paula                                | Ella misma                     | 7 Episodios. También productora ejecutiva        |
| 2008              | Hotel Babylon                            | Ella misma                     | Episodio 3.1                                     |
| 2009              | RAH! Paula Abdul's Cheerleading Bowl     | Ella misma / Anfitriona        |                                                  |
| 2009              | Brüno                                    | Ella misma                     | No acreditada                                    |
| 2009-2014         | Drop Dead Diva                           | Ella misma                     | 4 Episodios                                      |
| 2011              | Live to Dance                            | Jueza                          |                                                  |
| 2011              | The X Factor (US)                        | Jueza                          |                                                  |
| 2012              | Dancing with the Stars                   | Jueza invitada                 | Semana 4                                         |
| 2013, 2015-2016   | So You Think You Can Dance               | Jueza                          | Invitada (T 10). Permanente: (T 12-13)           |
| 2013              | The X Factor: Around the World           | Jueza                          |                                                  |
| 2014              | So You Think You Can Dance Australia     | Jueza                          |                                                  |
| 2014              | RuPaul's Drag Race (season 6)            | Jueza invitada                 | Episodio: "Drag Queens of Talk"                  |
| 2014              | Neighbours                               | Ella misma                     | 1 Episodio                                       |
| 2015              | Real Husbands of Hollywood               | Ella misma                     | (T 4, Epi 1)                                     |
| 2016              | Lip Sync Battle                          | Ella misma - cantante de fondo | Episodio: "Channing Tatum vs. Jenna Dewan-Tatum" |
| 2016              | Cooper Barrett's Guide to Surviving Life | Ella misma                     | Episodio: "How to Survive Insufficient Funds"    |
| 2017              | Fresh Off the Boat                       | Holly                          | "Episodio: Do You Hear What I Hear?"             |
| 2018              | A Sister's Secret                        | Detective Tupper               | Película de televisión                           |
| 2020              | Impractical Jokers: The Movie            | Ella misma                     |                                                  |
| 2020              | Celebrity Ghost Stories                  | Ella misma                     | Episodio: "Paula Abdul"                          |
| 2020-2021         | The Masked Dancer                        | Ella misma / Panelista         |                                                  |

### Coreógrafa
| Año  | Título                           | Notas                                                                                         |
| ---- | -------------------------------- | --------------------------------------------------------------------------------------------- |
| 1983 | Private School                   | Película                                                                                      |
| 1984 | Victory Tour (The Jacksons tour) | The Jacksons (tour)                                                                           |
| 1984 | Torture (The Jacksons song)      | The Jacksons (vídeo musical)                                                                  |
| 1986 | A Smoky Mountain Christmas       | Película                                                                                      |
| 1986 | What Have You Done for Me Lately | Janet Jackson (vídeo musical)                                                                 |
| 1986 | Nasty                            | Janet Jackson (vídeo musical). Ganó MTV Video Music Award por Mejor Coreografía               |
| 1986 | When I Think of You              | Janet Jackson (vídeo musical)                                                                 |
| 1986 | Control                          | Janet Jackson (vídeo musical)                                                                 |
| 1986 | Velcro Fly                       | ZZ Top (vídeo musical)                                                                        |
| 1987 | The Tracey Ullman Show           | (televisión) Ganó un Emmy Award                                                               |
| 1987 | Dragnet                          | Película                                                                                      |
| 1987 | Shake Your Love                  | Debbie Gibson (vídeo musical)                                                                 |
| 1987 | Can't Buy Me Love                | Película                                                                                      |
| 1987 | The Running Man                  | Película                                                                                      |
| 1988 | Action Jackson                   | Película                                                                                      |
| 1988 | Faith Tour                       | George Michael (tour)                                                                         |
| 1988 | Coming To America                | Película                                                                                      |
| 1988 | Big                              | Película. No acreditada                                                                       |
| 1989 | She's Out of Control             | Película                                                                                      |
| 1989 | Dance to Win                     | Película                                                                                      |
| 1989 | The Karate Kid Part III          | Película                                                                                      |
| 1990 | 17th American Music Awards       | (Premio de show) Ganó un Emmy por su propio desempeño, "(It's Just) The Way That You Love Me" |
| 1990 | 62nd Academy Awards              | "Under the Sea" from 'The Little Mermaid' and "Best Costume Design" category                  |
| 1991 | The Doors                        | (Película) Coreógrafa de Val Kilmer                                                           |
| 1996 | Jerry Maguire                    | Película                                                                                      |
| 1999 | American Beauty                  | Película                                                                                      |
| 2001 | Black Knight                     | Película                                                                                      |
| 2001 | Reefer Madness                   | Off-Broadway                                                                                  |
| 2002 | The Master of Disguise           | Película                                                                                      |
| 2003 | Zoe's Dance Moves                | Directo-a-Vídeo                                                                               |
| 2009 | American Idol                    | T 8-Semana Disco (Resultados de Show)                                                         |
| 2014 | Avon                             | Check Yourself (vídeo musical)                                                                |

## Álbumes
- Forever Your Girl (1988)
- Shut Up and Dance (1990)
- Spellbound (1991)
- Head Over Heels (1995)
- Paula Abdul: Greatest Hits (2000)
- Greatest Hits: Straight Up! (2007)

## Premios y nominaciones
| Año  | Otorga                  | Premio                                      | Trabajo                                  | Resultado |
| ---- | ----------------------- | ------------------------------------------- | ---------------------------------------- | --------- |
| 1987 | MTV Video Music Awards  | Mejor Coreografía en un vídeo               | "Nasty" (by Janet Jackson)               | Ganó      |
| 1987 | MTV Video Music Awards  | Mejor Coreografía en un vídeo               | "When I Think of You" (by Janet Jackson) | Nominada  |
| 1988 | Primetime Emmy Awards   | Destacada Coreografía                       | The Tracey Ullman Show                   | Nominada  |
| 1989 | Primetime Emmy Awards   | Destacada Coreografía                       | The Tracey Ullman Show                   | Ganó      |
| 1989 | MTV Video Music Awards  | Mejor vídeo femenino                        | "Straight Up"                            | Ganó      |
| 1989 | MTV Video Music Awards  | Mejor artista nuevo en un vídeo             | "Straight Up"                            | Nominada  |
| 1989 | MTV Video Music Awards  | Mejor vídeo bailable                        | "Straight Up"                            | Ganó      |
| 1989 | MTV Video Music Awards  | Breakthrough Video                          | "Straight Up"                            | Nominada  |
| 1989 | MTV Video Music Awards  | Mejor Coreografía en un vídeo               | "Straight Up"                            | Ganó      |
| 1989 | MTV Video Music Awards  | Mejor Edición en un vídeo                   | "Straight Up"                            | Ganó      |
| 1990 | MTV Video Music Awards  | Mejor vídeo femenino                        | "Opposites Attract"                      | Nominada  |
| 1990 | MTV Video Music Awards  | Mejor vídeo bailable                        | "Opposites Attract"                      | Nominada  |
| 1990 | MTV Video Music Awards  | Breakthrough Video                          | "Opposites Attract"                      | Nominada  |
| 1990 | MTV Video Music Awards  | Mejor dirección en un vídeo                 | "Opposites Attract"                      | Nominada  |
| 1990 | MTV Video Music Awards  | Mejor Coreografía en un vídeo               | "Opposites Attract"                      | Nominada  |
| 1990 | MTV Video Music Awards  | Mejor Efectos Especiales en un vídeo        | "Opposites Attract"                      | Nominada  |
| 1990 | Brit Awards             | International Breakthrough Act              | Ella misma                               | Nominada  |
| 1990 | American Music Awards   | Artista femenina favorita Pop / Rock        | Ella misma                               | Ganó      |
| 1990 | American Music Awards   | Artista femenina favorita Soul / R&B        | Ella misma                               | Nominada  |
| 1990 | American Music Awards   | Artista de baile favorita                   | Ella misma                               | Ganó      |
| 1990 | American Music Awards   | Álbum favorito Pop / Rock                   | Forever Your Girl                        | Nominada  |
| 1990 | Grammy Awards           | Mejor desempeño femenino Pop Vocal          | "Straight Up"                            | Nominada  |
| 1990 | Soul Train Music Awards | Mejor canción del Año                       | "Straight Up"                            | Nominada  |
| 1990 | Juno Awards             | Álbum internacion del Año                   | Forever Your Girl                        | Nominada  |
| 1990 | Juno Awards             | Sencillo internacional del Año              | "Straight Up"                            | Nominada  |
| 1990 | People's Choice Awards  | Interprete musical femenino favorito        | Ella misma                               | Ganó      |
| 1990 | Primetime Emmy Awards   | Destacada Coreografía                       | The 17th Annual American Music Awards    | Ganó      |
| 1991 | People's Choice Awards  | Intérprete musical femenino favorito        | Ella misma                               | Ganó      |
| 1991 | MTV Video Music Awards  | Mejor vídeo femenino                        | "Rush Rush"                              | Nominada  |
| 1991 | Grammy Awards           | Mejor Corto de un vídeo musical             | "Opposites Attract"                      | Ganó      |
| 1992 | American Music Awards   | Artista femenino favorito Pop / Rock        | Ella misma                               | Ganó      |
| 1992 | American Music Awards   | Artista Adulto Contemporáneo Favorito       | Ella misma                               | Nominada  |
| 1992 | American Music Awards   | Álbum Adulto Contemporáneo Favorito         | Spellbound                               | Nominada  |
| 1995 | MTV Video Music Awards  | Mejor vídeo bailable                        | "My Love Is for Real"                    | Nominada  |
| 1995 | MTV Video Music Awards  | Mejor Coreografía en un vídeo               | "My Love Is for Real"                    | Nominada  |
| 2003 | Teen Choice Awards      | Choice TV: Nena Reality                     | Ella misma                               | Ganó      |
| 2003 | Primetime Emmy Awards   | Destacado Programa de Competición - Reality | American Idol                            | Nominada  |
| 2004 | Primetime Emmy Awards   | Destacado Programa de Competición - Reality | American Idol                            | Nominada  |
| 2005 | Primetime Emmy Awards   | Destacado Programa de Competición - Reality | American Idol                            | Nominada  |
| 2006 | Primetime Emmy Awards   | Destacado Programa de Competición - Reality | American Idol                            | Nominada  |
| 2007 | Primetime Emmy Awards   | Destacado Programa de Competición - Reality | American Idol                            | Nominada  |